# 아이즈와카마쓰역

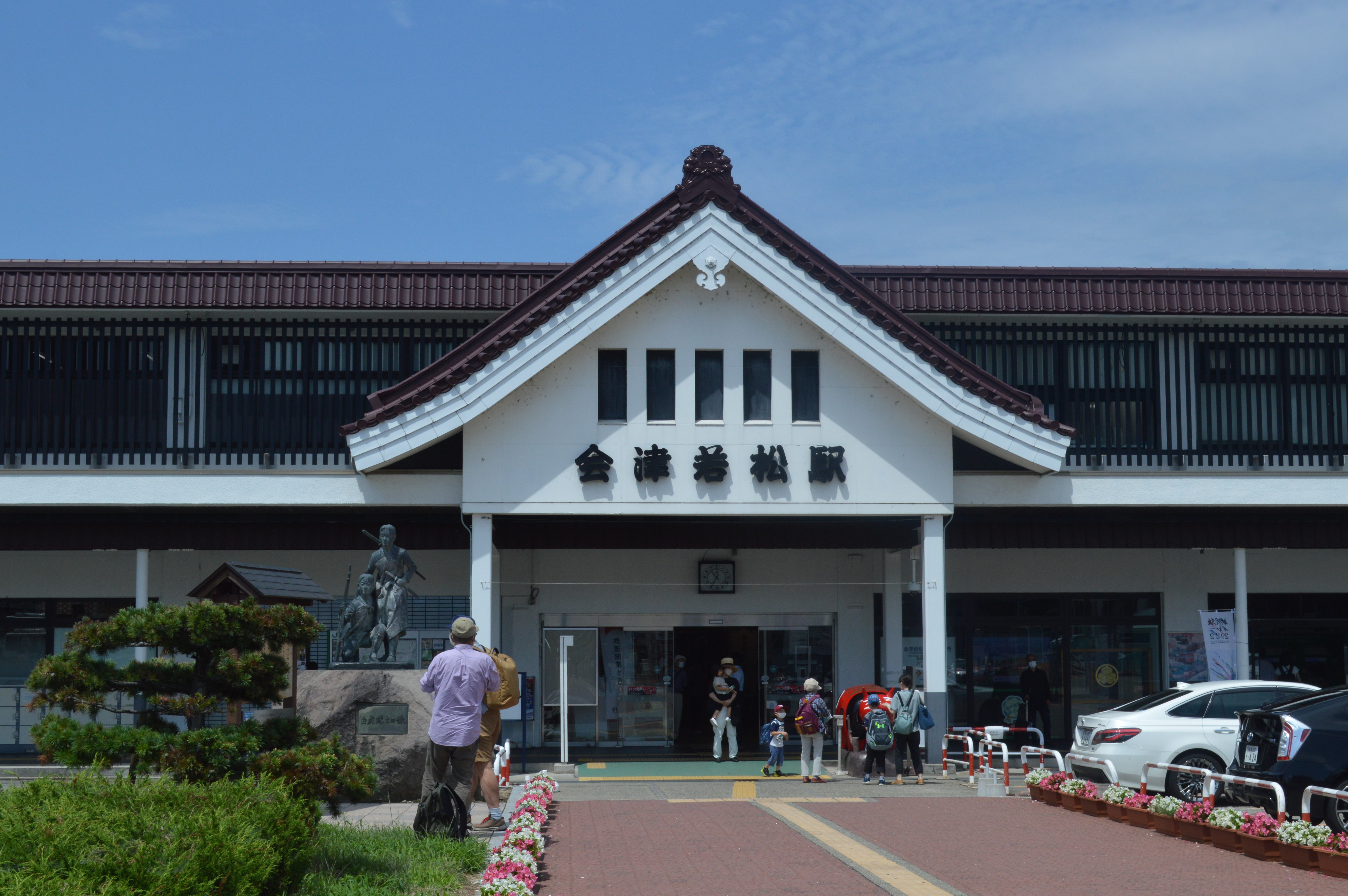
주 출입구

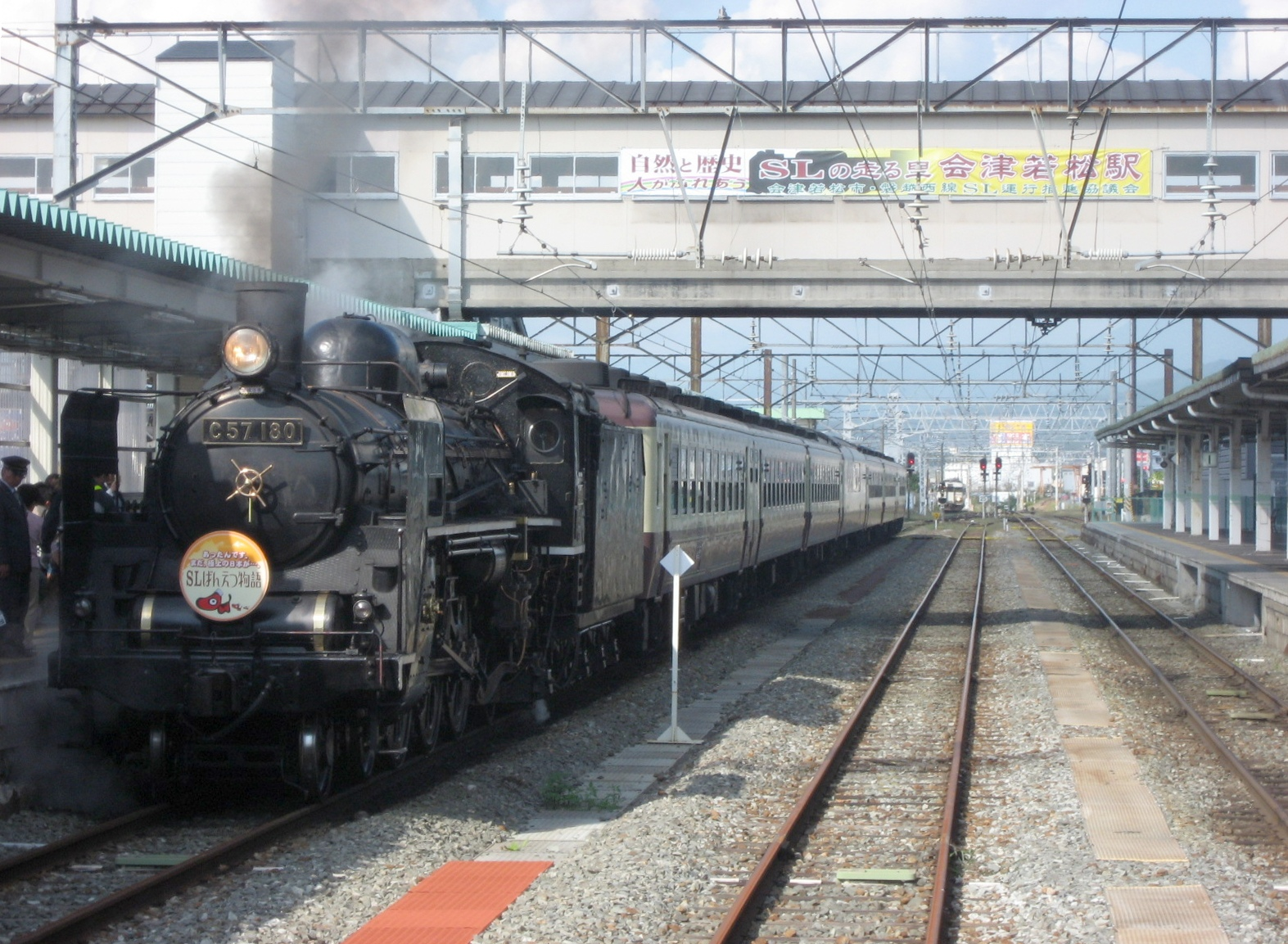
SL 반에쓰 모노가타리, 2번 승강장

아이즈와카마쓰역(일본어: 会津若松駅)는 일본 후쿠시마현 아이즈와카마쓰시에 위치한 동일본 여객철도 · 일본화물철도의 철도역이다. 아이즈와카마쓰와 주변 지역의 주요 철도역 기능을 담당하며, 3면 5선의 복합 승강장을 갖춘 지상역이다.

## 역 구조 및 타는 곳
역 광장에는 버스 터미널, 택시 승강장과 주차장이 있다. 트랙 측면에 붙어 있는 역 건물은 기념품 가게, 여행 에이전시(뷰플라자)와 미도리노마도구치가 있다. 1번 플랫폼은 고리야마 역 행 승강장이다. 옆에는 2번, 3번 승강장이 있다. 1,2번 승강장은 종단점이고 2,3번 승강장과 보도로 연결된다. 4,5번 승강장은 육교를 이용한다.
| 1 | ■ 반에쓰사이선          | 상행 | 이나와시로 · 고리야마 방면                                           |
| 1 | ■ 반에쓰사이선          | 하행 | 기타카타 방면 (고리야마 방면으로부터의 직통 열차)                    |
| 2 | ■ 반에쓰사이선          | 상행 | 이나와시로 · 고리야마 방면                                           |
| 2 | ■ 반에쓰사이선          | 하행 | 기타카타 · 니쓰 · 니가타 방면                                        |
| 3 | ■ 반에쓰사이선          | 상행 | 이나와시로 · 고리야마 방면 (하루 1대만)                              |
| 3 | ■ 반에쓰사이선          | 하행 | 기타카타 · 니쓰 · 니가타 방면                                        |
| 3 | ■ 다다미선              |      | 아이즈반게 · 아이즈카와구치 · 다다미 · 고이데 방면                   |
| 4 | ■ 다다미선              |      | 아이즈반게 · 아이즈카와구치 · 다다미 · 고이데 방면                   |
| 4 | ■ 아이즈 철도 아이즈 선 |      | 열차 교환시 및 반에쓰사이선 기타카타 방면 직통 임시 열차             |
| 5 | ■ 아이즈 철도 아이즈 선 |      | 유노카미온센 · 아이즈타지마 · 아이즈코겐오제구치 · 기누가와온센 방면 |

## 이용 현황
| 승차 인원 추이 | 승차 인원 추이 |
| 연도           | 1일 평균       |
| -------------- | -------------- |
| 2000           | 3,595          |
| 2001           | 3,446          |
| 2002           | 3,209          |
| 2003           | 3,065          |
| 2004           | 2,996          |
| 2005           | 2,996          |
| 2006           | 2,971          |
| 2007           | 3,025          |
| 2008           | 2,975          |
| 2009           | 2,905          |
| 2010           | 2,766          |
| 2011           | 2,636          |
| 2012           | 2,837          |
| 2013           | 2,908          |
| 2014           | 2,688          |
| 2015           | 2,781          |

## 아이즈와카마쓰 오프레일 스테이션

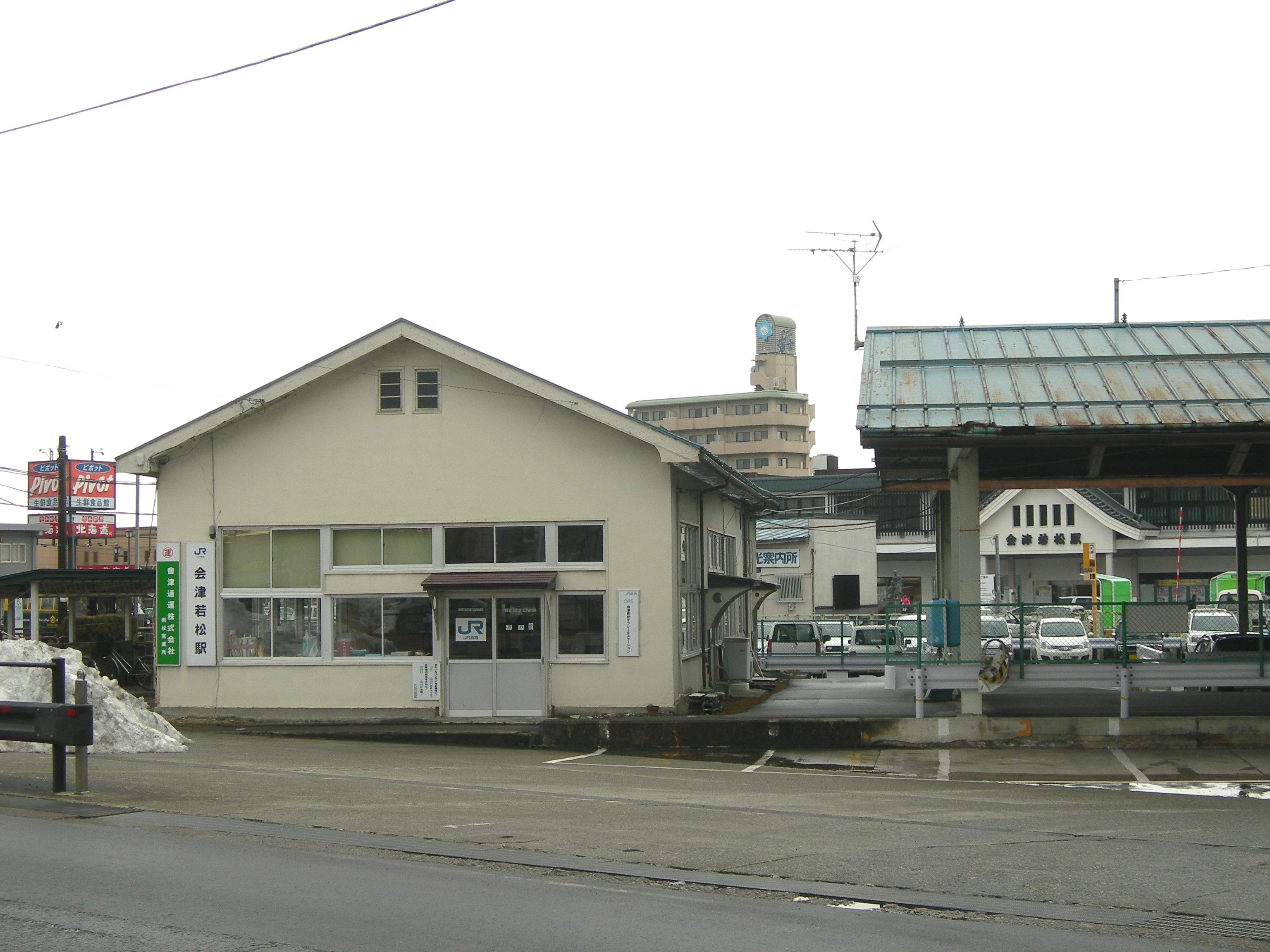
JR 화물 아이즈와카마쓰 ORS 사무소

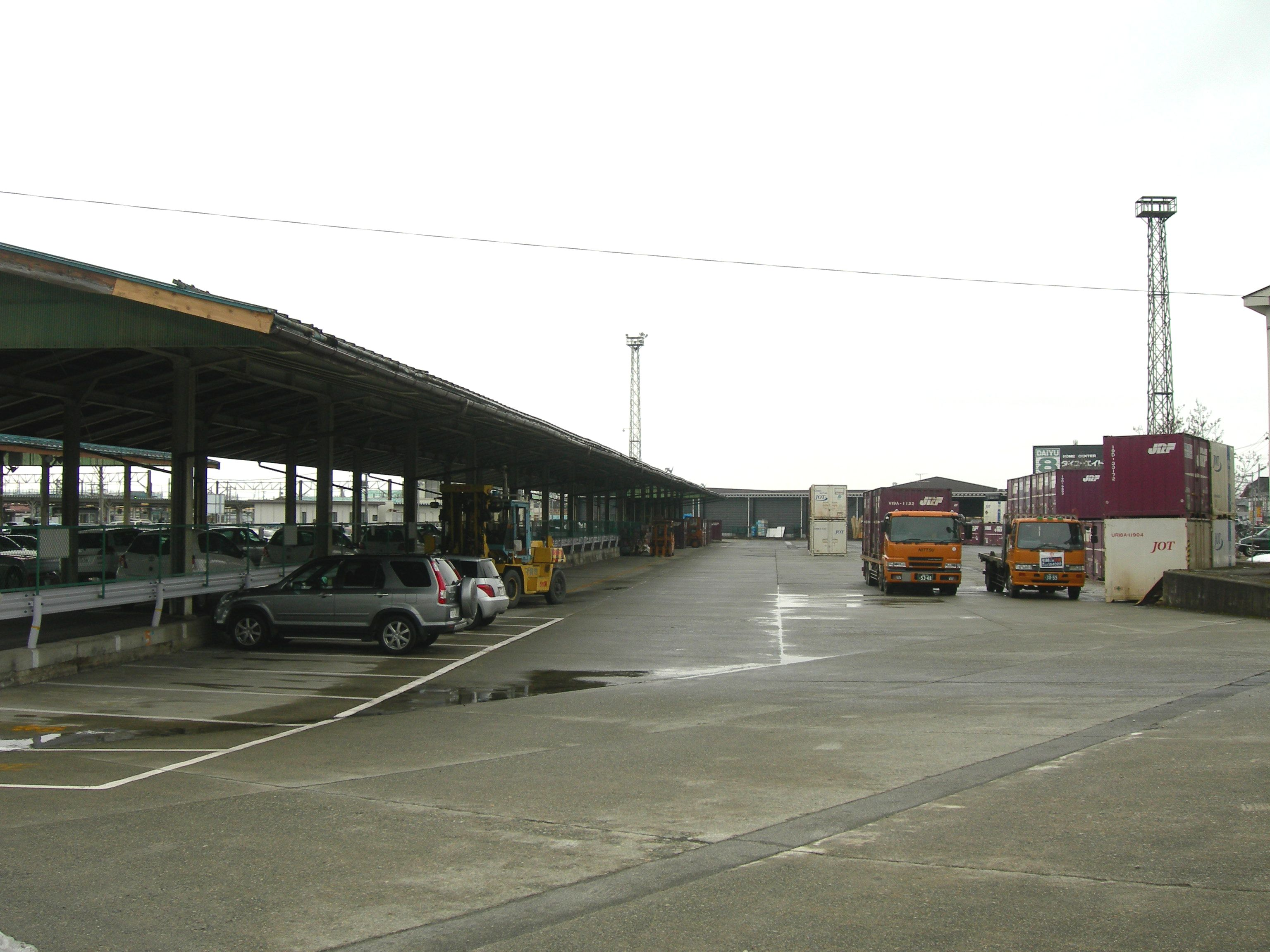
JR 화물 아이즈와카마쓰 ORS 구내

아이즈와카마쓰 오프레일 스테이션은 JR 화물 아이즈와카마쓰 역 소속으로, 역 동쪽에 있는 컨테이너 집배 기지이다. 컨테이너 화물(12 ft 컨테이너 만)을 취급하고 있어, 화물 열차 대체의 트렁크 편이 고리야마 화물 터미널 역과의 사이로 하루 2회 왕복 운행되고 있다.
아이즈와카마쓰 역은 1996년부터 화물열차 발착이 없어 자동차 대행역이 되어, 그 후, 2006년부터 일부가 오프레일 스테이션으로 전환되었다.

## 역 주변
- 아이즈와카마쓰 소방서
- 아이즈 대학
- 아이즈 대학 단기대학부
- 이모리 산
- 와카마쓰성

## 역사
- 1899년 7월 15일 : 이와에쓰 철도의 와카마쓰역으로서 개업. 일반역으로, 당시는 종착역.
- 1904년 1월 20일 : 이와에쓰 철도선이 기타카타역까지 개통.
- 1906년 11월 1일 : 이와에쓰 철도가 국유화.
- 1909년 10월 12일 : 선로 명칭 제정, 반에쓰사이선 소속역으로 함.
- 1917년 5월 21일 : 아이즈와카마쓰역으로 개칭.
- 1926년 10월 15일 : 아이즈 선(현 · 다다미선)이 아이즈반게역까지 개통.
- 1965년 10월 1일 : 미도리노마도구치 개설.
- 1967년 6월 1일 : 아이즈와카마쓰 운송장을 배치.
- 1972년 10월 1일 : 아이즈와카마쓰 역 여행 센터 개설.
- 1986년 11월 1일 : 하물 취급 폐지.
- 1987년 4월 1일 : 일본국유철도 분할 민영화에 의해, 동일본 여객철도가 승계.
- 1996년 3월 16일 : 화물 열차 설정 폐지, 자동차 대행역으로 전환.
- 2001년 : 쓰루가 성 수복에 맞춰서, 역사를 성곽 형태로 재개장.
- 2002년 10월 11일 : 발차 멜로디로 'AIZU 그 이름의 정열'을 사용 개시.
- 2005년 : 에키벤 조제업자가 하쿠요켄 아이즈와카마쓰 영업소 퇴거에 의해, 니와 식업으로 변경.
- 2006년 4월 1일 : 아이즈와카마쓰 오프레일 스테이션 개설.
- 2008년 2월 1일 : 에키벤 조제업자가 니와 식업에서, 웰니스 하쿠요켄 고리야마 지점으로 변경.
- 2011년 3월 11일 : 도호쿠 지방 태평양 해역 지진에 의해 선형고가 피해로 사용불가. 동시에 운전대 견학도 불가됨.
- 2014년 4월 1일 : 자동 개찰기 운용 개시, 동시에 IC카드 SUICA 센다이 구역내에서 이용 개시됨.

## 인접 역
| 동일본 여객철도 ■ 반에쓰사이선 | 동일본 여객철도 ■ 반에쓰사이선 | 동일본 여객철도 ■ 반에쓰사이선         |
| ------------------------------ | ------------------------------ | -------------------------------------- |
| 시·종착역                      | □ 쾌속 '아가노' (상행)         | 시오카와 니쓰 · 니가타 방면            |
| 시·종착역                      | □ 쾌속 'AIZU 익스프레스'       | 시오카와 기누가와온센 · 도부 닛코 방면 |
| 반다이마치 고리야마 방면       | □ 쾌속                         | 시·종착역                              |
| 히로타 고리야마 방면           | ■ 보통                         | 도지마 니쓰 방면                       |
| 동일본 여객철도 ■ 다다미선     |                                |                                        |
| 시·종착역                      | ■ 다다미선                     | 나누카마치 고이데 방면                 |